# Park Rusałka w Lublinie
Park Rusałka – park w Lublinie położony pomiędzy ulicami: Dolną Panny Marii, Bernardyńską, Wesołą i Rusałka. Zajmuje powierzchnię ok. 10 ha i stanowi część doliny Bystrzycy. Z parku rozciąga się widok na Stare Miasto i Śródmieście Lublina.
Umiejscowiony w dolinie park stanowi przedpole widokowe, położonego na wzgórzach, zabytkowego zespołu urbanistycznego Starego Miasta i Śródmieścia. Widać z niego: kościół i klasztor wizytek wraz z wieżą wodną, Pałac Tarłów, Kościół nawrócenia św. Pawła, Pałac Sobieskich i browar Vetterów.
Od XIX w. użytkowany był jako otwarte podmiejskie tereny wypoczynkowe. Po II wojnie światowej funkcjonowały tam ogródki działkowe i targowisko miejskie. W latach 70. XX wieku wykonano prace w celu urządzenia „Parku Rusałka” (konkurs na projekt parku, podniesienie poziomu ziemi, urządzenie alejek i zieleni). Większość wykonanych wówczas elementów została zniszczona.
Do 2008 roku funkcjonował tam targ zwierzęcy. W 2019 wybudowano tam skatepark, sfinansowany w ramach budżetu obywatelskiego. Znajdujące się obok skateparku boiska do piłki nożnej przekazano Akademii Piłkarskiej Motoru Lublin, która wyremontowała infrastrukturę sportową. Uchwała podjęta w tym samym roku przez radę miasta zalicza park Rusałka do obszaru rewitalizacji Lublina, podobszaru Żmigród/Rusałka.